# حبيل فارع (ردفان)

تعديل مصدري - تعديل

حبيل فارع هي إحدى قرى عزلة الحبيلين بمديرية ردفان التابعة لمحافظة لحج، بلغ تعداد سكانها 53 نسمة حسب تعداد اليمن لعام 2004.